# Gorron
Gorron és un municipi francès situat al departament de Mayenne i a la regió de País del Loira. L'any 2007 tenia 2.744 habitants.

## Demografia

### Població
El 2007 la població de fet de Gorron era de 2.744 persones. Hi havia 1.208 famílies de les quals 420 eren unipersonals (132 homes vivint sols i 288 dones vivint soles), 480 parelles sense fills, 264 parelles amb fills i 44 famílies monoparentals amb fills.
La població ha evolucionat segons el següent gràfic:
Habitants censats

### Habitatges
El 2007 hi havia 1.439 habitatges, 1.231 eren l'habitatge principal de la família, 75 eren segones residències i 133 estaven desocupats. 1.197 eren cases i 234 eren apartaments. Dels 1.231 habitatges principals, 747 estaven ocupats pels seus propietaris, 459 estaven llogats i ocupats pels llogaters i 25 estaven cedits a títol gratuït; 14 tenien una cambra, 101 en tenien dues, 238 en tenien tres, 341 en tenien quatre i 537 en tenien cinc o més. 808 habitatges disposaven pel capbaix d'una plaça de pàrquing. A 699 habitatges hi havia un automòbil i a 326 n'hi havia dos o més.

### Piràmide de població
La piràmide de població per edats i sexe el 2009 era:
| Homes | Edats   | Dones |
| ----- | ------- | ----- |
| 8     | 95 o +  | 16    |
| 8     | 90 a 94 | 28    |
| 8     | 85 a 89 | 88    |
| 44    | 80 a 84 | 36    |
| 56    | 75 a 79 | 96    |
| 88    | 70 a 74 | 100   |
| 108   | 65 a 69 | 124   |
| 80    | 60 a 64 | 76    |
| 52    | 55 a 59 | 84    |
| 104   | 50 a 54 | 68    |
| 112   | 45 a 49 | 84    |
| 84    | 40 a 44 | 88    |
| 96    | 35 a 39 | 92    |
| 68    | 30 a 34 | 76    |
| 72    | 25 a 29 | 100   |
| 88    | 20 a 24 | 60    |
| 80    | 15 a 19 | 84    |
| 68    | 10 a 14 | 64    |
| 80    | 5 a 9   | 64    |
| 40    | 0 a 4   | 88    |

## Economia
El 2007 la població en edat de treballar era de 1.499 persones, 1.137 eren actives i 362 eren inactives. De les 1.137 persones actives 1.050 estaven ocupades (568 homes i 482 dones) i 87 estaven aturades (39 homes i 48 dones). De les 362 persones inactives 168 estaven jubilades, 96 estaven estudiant i 98 estaven classificades com a «altres inactius».

### Ingressos
El 2009 a Gorron hi havia 1.279 unitats fiscals que integraven 2.730 persones, la mediana anual d'ingressos fiscals per persona era de 15.348 €.

### Activitats econòmiques
Dels 180 establiments que hi havia el 2007, 3 eren d'empreses extractives, 10 d'empreses alimentàries, 3 d'empreses de fabricació de material elèctric, 10 d'empreses de fabricació d'altres productes industrials, 25 d'empreses de construcció, 40 d'empreses de comerç i reparació d'automòbils, 6 d'empreses de transport, 7 d'empreses d'hostatgeria i restauració, 2 d'empreses d'informació i comunicació, 19 d'empreses financeres, 10 d'empreses immobiliàries, 17 d'empreses de serveis, 20 d'entitats de l'administració pública i 8 d'empreses classificades com a «altres activitats de serveis».
Dels 54 establiments de servei als particulars que hi havia el 2009, 1 era una oficina d'administració d'Hisenda pública, 1 gendarmeria, 1 oficina de correu, 5 oficines bancàries, 5 tallers de reparació d'automòbils i de material agrícola, 1 taller d'inspecció tècnica de vehicles, 2 autoescoles, 3 paletes, 5 guixaires pintors, 9 fusteries, 3 lampisteries, 3 electricistes, 1 empresa de construcció, 5 perruqueries, 4 veterinaris, 3 restaurants i 2 agències immobiliàries.
Dels 23 establiments comercials que hi havia el 2009, 2 eren supermercats, 1 una botiga de més de 120 m², 4 fleques, 1 una carnisseria, 1 una llibreria, 5 botigues de roba, 2 sabateries, 3 botigues d'electrodomèstics, 2 botigues de mobles, 1 una perfumeria i 1 una floristeria.
L'any 2000 a Gorron hi havia 41 explotacions agrícoles que ocupaven un total de 1.175 hectàrees.

## Equipaments sanitaris i escolars
El 2009 hi havia 1 farmàcia i 1 ambulància.
El 2009 hi havia 1 escola maternal i 2 escoles elementals. Gorron disposava de 2 col·legis d'educació secundària amb 315 alumnes.

## Poblacions més properes
El següent diagrama mostra les poblacions més properes.